# Gusztáv Sebes
Gusztáv Sebes,  nascido Gusztáv Scharenpeck (Budapeste, 22 de janeiro de 1906 — Budapeste, 30 de janeiro de 1986), foi um futebolista e treinador de futebol húngaro. A forma nativa de seu nome é Sebes Gusztáv.

## Carreira
Sua carreira como jogador estendeu-se por vinte anos, de 1925 a 1945, 18 deles no MTK, onde foi três vezes campeão do campeonato húngaro. É mais lembrado no mundo do futebol, entretanto, por ser o técnico da Seleção Húngara de Futebol (pela qual jogou uma única vez) na melhor fase do selecionado, o início dos anos 50, quando estava repleta de jogadores lendários. 

## Como Treinador
Sebes, assim como outro grande treinador húngaro, Béla Guttmann (judeu como ele) foi um pioneiro no esquema 4-2-4, desenvolvido o que ele chamava de "futebol socialista": todos os jogadores, exceto obviamente o goleiro, deveriam ser hábeis em qualquer posição no campo, sendo uma versão anterior do "futebol total" exibido pelos Países Baixos nos anos 70.
Treinou a Hungria de 1949 a 1957, conquistando o ouro olímpico nos Jogos de 1952, marcando na campanha 20 gols e sofrendo 2. Causou grande impacto nos ingleses vencendo-os em Wembley, e por 6 a 3 (a Inglaterra até então jamais havia perdido para times não-britânicos jogando em casa, desconsiderando-se a Seleção Irlandesa)
Sebes havia planejado cuidadosamente o jogo contra os inventores do futebol; fez seus jogadores treinarem com um tipo mais pesado de bola comum no futebol inglês, em campos com dimensões similares aos de Wembley, e contra equipes húngaras ordenadas por ele a jogar seguindo o "padrão inglês". A derrota causou grande consternação aos ingleses, que exigiram uma revanche, em Budapeste. Agora seriam derrotados por 7 a 1.
A Hungria de Ferenc Puskás, Zoltán Czibor, Sándor Kocsis, Nándor Hidegkuti, József Boszik, László Budai e Gyula Grosics abriria uma invencibilidade de 32 jogos, um recorde que dura até hoje para uma seleção. A derrota viria justamente quando não podia, na final da Copa do Mundo de 1954, quando a Alemanha Ocidental, um adversário vencido por 8 a 3 na primeira fase, venceria, de virada, por 3 a 2. A mesma seleção derrotaria o "futebol total" neerlandês futuramente. Sebes continuaria como técnico até junho 1956, após uma derrota de 5 a 4 para a Bélgica. 
Meses depois, em outubro, ocorreria a Revolução Húngara e parte da equipe húngara se exilaria. Sebes, comunista, permanecera no país, onde morreu oito dias após seu 80º aniversário, no mesmo ano em que a Hungria disputaria sua última Copa do Mundo.

## Títulos
- Vice - Copa do Mundo de 1954

## Ligações Externas
- Perfil em Fifa.com (em inglês)